# Qandisha
«Qandisha» (укр. Кандіша) — франкомовний онлайн-журнал для жінок Марокко та всього арабського світу. Його заснувала у 2011 році Федва Міск, марокканська журналістка, феміністка та активістка руху за права жінок, а також група інших жінок, стурбованих ігноруванням прав жінок у ЗМІ під час Арабської весни. Видання є гібридом журналу та вебжурналу і є спільною роботою, що заохочує участь читачів.

## Історія та зміст
«Qandisha» був заснований у 2011 році та видається французькою мовою. Назва походить від імені Кандіша, жінки-джина з марокканського фольклору. Журнал фокусується на широкому спектрі тем, включаючи політичні та соціальні поточні події. В одному з інтерв'ю Федва Міск заявила: «Ми хочемо дати поштовх усім жінкам, які хочуть обговорювати та коментувати поточні події, як політичні, так і соціальні, щоб заохотити жінок висловлюватися. У наших арабських мусульманських консервативних країнах жінки менш схильні до того, щоб їхні голоси були почуті». Журнал розробляє відео- та аудіоконтент як французькою, так і дар'ї, розмовною формою арабської мови. Журнал часто висвітлює суперечливі теми, а його вебсайт неодноразово піддавався хакерським атакам.